# Étienne-Jean-François Le Herpeur
Étienne-Jean-François Le Herpeur (15 février 1797, Caen - 13 avril 1858, Fort-de-France) est un ecclésiastique catholique français, il fut le premier évêque de Fort-de-France et Saint-Pierre de 1850 à 1858.

## Biographie
Étienne-Jean-François Le Herpeur, né à Caen le 15 février 1797, rue des Capucins, est le fils de Jean-François Le Herpeur, fabricant de bas, et de Marie-Françoise-Adélaïde Lubin. Il est ordonné prêtre le 22 septembre 1820.
Alors qu'il n'est encore que diacre, il est choisi pour rejoindre la toute nouvelle communauté religieuse créée par l'évêque de Bayeux, Charles Brault, les Missionnaires de Bayeux. D'abord installés à Sommervieu, la communauté est bientôt envoyée au bourg de La Délivrande. Le Herpeur restera avec ses confrères pendant près trente ans, participant à de nombreuses missions d'évangélisation et desservant  la chapelle de Notre-Dame de la Délivrande, alors important lieu de pèlerinage du diocèse.
Le 3 février 1851, il est nommé premier évêque de Fort-de-France.
Il arrive en Martinique le 24 avril 1851, après avoir essuyé une forte tempête sur la route qui le pousse à faire un vœu à Notre-Dame de la Délivrande, c'est l'origine du pèlerinage diocésain qu'il instaure le 13 décembre 1851.
Il manifeste alors une volonté de reprise en mains du clergé local pour affirmer son autorité et uniformiser les pratiques locales par rapport à la Métropole et insiste même pour que la liturgie romaine soit « respectée dans toute sa pureté ». Il manifeste cependant une plus grande souplesse que son collègue de Basse-Terre et Pointe-à-Pitre. En même temps, il est aussi désireux d'établir un clergé autochtone en Martinique et fonde dès son arrivée un petit et un grand séminaire à Saint-Pierre Il favorise aussi l'arrivée de la congrégation du Saint-Esprit pour former les nouveaux prêtres, il développe le nombre de paroisses et réorganise celles qui existaient déjà, tout en rénovant les lieux de culte. Enfin, il fait appel aux congrégations enseignantes pour augmenter le nombre des établissements scolaires de son diocèse. Il fait de la lutte contre les « mauvais livres » et les « distractions suspectes » une action prioritaire de son apostolat. Il veut aussi développer la piété mariale et la communion fréquente.

Après une œuvre importante de fondation et d'organisation du nouveau diocèse, il meurt le 13 avril 1858 au séminaire-collège de Saint-Pierre. Il est enterré dans la cathédrale de Saint-Pierre.

## Source
- (en) Catholic-Hierarchy